# Sostre de vidre
Sostre de vidre és un concepte amb el qual es fa referència a la barrera invisible que representen les limitacions amb què es troben les dones per a ascendir en la seva carrera professional fins als càrrecs de més responsabilitat. Es tracta d'un terme creat per metàfora, un procés de creació força productiu especialment en àmbits com les ciències socials, que juga amb el fet que sovint aquestes limitacions no són expresses, clares o evidents, sinó que costa d'identificar-les perquè es presenten de manera subtil, amagada.
En els estudis de gènere, es denomina sostre de vidre a la limitació soterrada de l'ascens laboral de les dones a l'interior de les organitzacions. Es tracta d'un sostre que limita les seves carreres professionals, difícil de traspassar i que els impedeix seguir avançant. És invisible perquè no existeixen lleis o dispositius socials establerts i oficials que imposin una limitació explícita en la carrera laboral a les dones.

## Història
El terme "sostre de vidre", (glass ceiling barriers, en l'original en anglès), va aparèixer per primera vegada en un article del Wall Street Journal el 1986 als Estats Units. L'article descrivia les barreres invisibles a les quals es veuen exposades les dones treballadores altament qualificades que els impedia aconseguir els nivells jeràrquics més alts al món dels negocis, independentment dels seus assoliments i mèrits.
A partir de llavors, diversos estudiosos de la sociologia han descrit aquest concepte com referit al treball femení atès que les dones representen la meitat de la població mundial però ocupen un percentatge desproporcionadament baix dels càrrecs directius. Autors com Carr-Ruffino (1991), Lynn Martin (1991), Davidson i Cooper (1992), Morrison (1992), Holloway (2002) entre d'altres.
El sostre de vidre està construït sobre la base de trets que són difícils de detectar, per això no es veu i es diu de vidre. Aquesta barrera invisible apareix quan les dones s'acosten a la part superior de la jerarquia corporativa i els bloqueja la possibilitat d'avançar en la seva carrera professional cap a càrrecs de nivell gerencial i executiu.

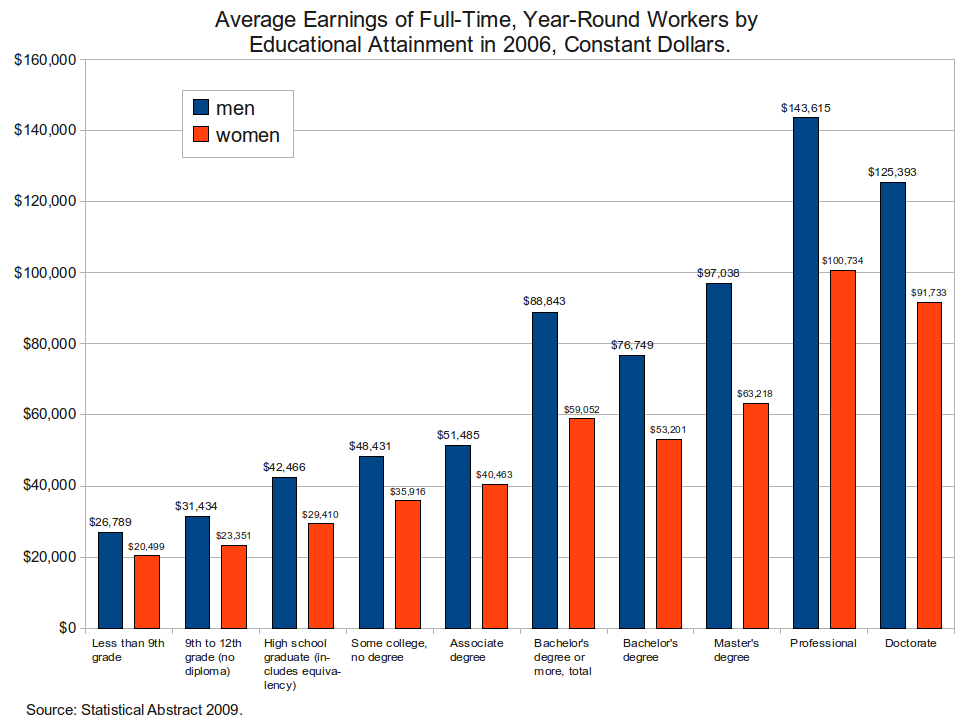
Mitjana dels guanys d'homes i dones amb el mateix nivell d'educació

Encara que el concepte va ser originàriament utilitzat per analitzar la carrera laboral de les dones que havien tingut altes qualificacions en els seus treballs gràcies a la seva formació educativa superior i no podien ascendir perquè es topaven amb aquesta superfície superior invisible o sostre de vidre, la metàfora ràpidament es va estendre per referir-se als obstacles que impedeixen l'avanç de les minories en general: siguin minories racials, religioses, per orientació sexual, per nacionalitat, etc.
Les recerques realitzades per la «Federal Glass Ceiling Commission» del Departament de Treball dels Estats Units indiquen que on hi ha dones i minories en les altes esferes, la seva compensació econòmica salarial sempre és menor.
Segons l'institut Alemany de Recerca Econòmica, en 2010, només 2 % dels membres de consells de direcció de totes les empreses alemanyes eren dones.
Algunes investigadores, com Holloway, sostenen que aquestes diferències es deuen tant al sexisme com a antigues tradicions que vinculen les expectatives dels docents segons el gènere.
Diverses recerques des de llavors s'han dedicat a esbrinar per què tan poques dones arriben als càrrecs gerencials o de poder i per què és tan escassa la quantitat de dones en el camp de les ciències.
Alguns estudis realitzats suggereixen que a les dones no els agrada competir com als homes i potser per això tenen menys possibilitats de promoció. En aquest sentit les polítiques de discriminació positiva ajudarien a motivar a dones tan capaces i talentoses com els seus parells masculins a ascendir sense haver de col·locar-se en una posició incòmoda de competir, si bé això és criticat, ja que afavoriria injustament a les dones basant-se en qüestions que són alienes als seus mèrits i habilitats.